# Прапор лужицьких сербів
Прапор лужицьких сербів є прапором лужичан. Використовує панслов'янські кольори, введені в 1848 році в Празі на основі прапора Російської імперії.

## Історія
Перша згадка про лужицький фланг датується 1842 роком. В червні 1848 року на Першому панслов'янському з'їзді в Празі делегація лужицьких сербів оголосила своїм символом синьо-червоно-білий прапор.
Прапор був заборонений у 1935 році. З 17 травня 1945 року організація лужицьких сербів «Домовина» («Батьківщина») знову почала використовувати цей прапор.
В законодавстві НДР згадок про лужицький прапор немає, але ради Котбуса та Дрездена дозволили його використання у особливих випадках.